# John Kosgei
John Kosgei (* 13. Juli 1973) ist ein ehemaliger kenianischer Hindernis- und Crossläufer.
Am 1. September 1996 war er Tempomacher bei Daniel Komens Weltrekord im 3000-Meter-Lauf von 7:20,67 min.
Bei den Crosslauf-Weltmeisterschaften 1997 in Turin belegte er auf der Langstrecke den 47. Platz.
1998 wurde er bei den Crosslauf-WM in Marrakesch Fünfter auf der Kurzstrecke. Über 3000 m Hindernis wurde er Zweiter bei den Goodwill Games und siegte bei den Commonwealth Games in Kuala Lumpur.
Bei den Crosslauf-WM 1999 in Belfast wurde er Achter auf der Kurzstrecke.

## Bestzeiten
- 1500 m: 3:34,09 min, 10. Juni 1997, Bratislava
- 1 Meile: 3:54,7 min, 1. September 1996, Rieti (Zwischenzeit)
- 2000 m: 4:53,7 min, 1. September 1996, Rieti (Zwischenzeit)
- 3000 m: 7:37,39 min, 16. August 1996, Köln
- 5000 m: 13:28,62 min, 5. Juni 1996, Rom
- 3000 m Hindernis: 8:03,89 min, 16. August 1997, Monaco